# Općina Idrija
Općina Idrija (slo.:Občina Idrija) je općina na zapadu Slovenije u pokrajini Primorskoj i statističkoj regiji Goriškoj. Središte općine je grad Idrija s 5.878 stanovnika. 

## Zemljopis
Općina Idrija nalazi se na zapadu Slovenije, u središnjem dijelu općine nalazi dolina rijeke Idrijce. Zapadni i istočni dio općine su planinski, planina Trnovski Gozd pruža se na zapadu, a planina Javornik na istoku općine.
U općini vlada oštrija, planinska varijanta umjereno kontinentalne klime. Najvažniji vodotok u općini je rijeka Idrijca, koja ovdje izvire i teče gornjim dijelom toka, svi ostali vodotoci su mali i njeni pritoci.

## Naselja u općini
Dole, Čekovnik, Črni Vrh, Godovič, Gore, Gorenja Kanomlja, Gorenji Vrsnik, Govejk, Idrija, Idrijska Bela, Idrijske Krnice, Idrijski Log, Idršek, Javornik, Jelični Vrh, Kanji Dol, Korita, Ledine, Ledinske Krnice, Lome, Masore, Mrzli Log, Mrzli Vrh, Pečnik, Potok, Predgriže, Spodnja Idrija, Spodnja Kanomlja, Spodnji Vrsnik, Srednja Kanomlja, Strmec, Vojsko, Zadlog, Zavratec, Žirovnica

## Vanjske poveznice
- Službena stranica općine